# Ритм (футбольный клуб, Белгород)
«Ритм» — советский и российский футбольный клуб из Белгорода. Основан не позднее 1971 года.
Команда становилась чемпионом Белгородской области в 1974, 1975, 1983, 1989 годах, серебряным призёром областного чемпионата — в 1971, 1973, 1976, 1980, 1984, бронзовым — в 1978, 1981, 1982, 1985 годах. Обладатель кубка Белгородской области 1975.
«Ритм» участвовал в розышрыше Кубка Харьковской области, посвящённого памяти мастера спорта СССР Николая Уграицкого и в 1976 году выиграл турнир.
В 1990 году стала победителем зоны «Юг и серебряным призёром финального турнира чемпионата РСФСР среди КФК.
На уровне команд мастеров принимала участие в 1991 и 1992 годах: в 1991 году в первенстве СССР занял 6-е место в 5-й зоне второй низшей лиги (конкурируя с другим белгородским клубом — «Энергомашем», который занял 4-е место, результаты личных встреч — 1:1 и 2:0 в пользу «Ритма»), в 1992 году занял 8-е место во 2-й зоне второй лиги в первенстве России.
Домашние матчи команда проводила на стадионе завода «Сокол», в Прохоровке и Шебекино.
В 1993 году «Ритм» и «Энергомаш» объединились в одну команду — хозрасчётный клуб, получившую историческое название «Энергомаша» — «Салют».
В 1991—1993 годах команда представляла сахарное объединение ОАО «Ритм».